# Henri-Louis-Marie de Rohan
Henri-Louis-Marie de Rohan (Paris, 30 août 1745 - Prague, 24 avril 1809), prince de Guéméné, est un gentilhomme français.

## Biographie

### Origines
Henri Louis Marie de Rohan est l'unique fils de Jules-Hercule-Mériadec de Rohan (1726-1788) , prince de Guéméné, et de Marie-Louise de La Tour d'Auvergne (1725-1781).
Il est connu sous le titre de prince de Guéméné toute sa vie durant, bien qu'il ait reçu de son père le duché de Montbazon en 1788. On l'appelle aussi le prince de Rohan-Guéméné. 
En 1767, il obtient la survivance de la charge de capitaine-lieutenant des gendarmes de la Garde, et devient ainsi capitaine-lieutenant par la mort du prince de Soubise en juillet 1787, quelques mois avant la suppression de la compagnie. Entre-temps, en 1775, il devient grand chambellan de France.
En 1780, il est promu brigadier des armées du Roi.

### La banqueroute
Le prince se signale, ainsi que son épouse, gouvernante des enfants royaux, par l'éclat des fêtes qu'il donne, la somptuosité de sa maison et par de folles prodigalités. 
Ils résident notamment dans leur hôtel de Rohan-Guéméné, place Royale, aujourd'hui place des Vosges. 
Ses hommes d'affaires multiplient les emprunts auprès du public contre des promesses de rentes. En 1783, ils sont en cessation de paiement et font une banqueroute retentissante, dont le montant s'élève à 33 millions de livres, et dont la liquidation ne s'achève qu'en 1792.
Cette banqueroute occasionne la disgrâce du prince et oblige la princesse à se démettre de ses fonctions, pour quitter la Cour. Elle meurt à Paris le 20 septembre 1807.

### A la Révolution
La Révolution marque une rupture dans l'histoire de la Maison de Rohan. Alors que son épouse reste en France, Henri Louis Marie de Rohan émigre en Suisse, puis en Allemagne, et en Autriche et sert dans l'armée autrichienne . En 1808, il reçoit de l'empereur François Ier d'Autriche le titre de Prince . Il meurt à Prague quelques mois plus tard. 
A sa suite, une grande partie de sa descendance s'implante aussi dans l'empire d'Autriche et y fait souche jusqu'à aujourd'hui.

### Mariage et descendance
Il épouse, à Paris, paroisse Saint Jean en Grève, le 15 janvier 1761, Victoire-Armande-Josèphe de Rohan, fille de Charles de Rohan, duc de Rohan Rohan, prince de Soubise, maréchal de France, et d'Anne-Thérèse de Savoie-Carignan, sa deuxième épouse. Née le 28 décembre 1743, elle meurt à Paris le 20 septembre 1807.  Un contrat de mariage fut établi le 13 janvier 1761 . De cette union, sont issus :
- Charlotte-Victoire-Josèphe-Henriette de Rohan (1761-1771) ;
- Charles-Alain-Gabriel de Rohan (1764-1836), duc de Montbazon, marié en 1781 avec Louise-Aglaé de Conflans d'Armentières (1763-1819), dont une fille unique, Berthe de Rohan (1782-1841), mariée en 1800 avec son oncle ci-après, Louis Victor Mériadec de Rohan (1766-1846), sans postérité ;
- Marie-Louise-Joséphine de Rohan (d) (1765-1839), mariée en 1780 avec Charles-Louis-Gaspard de Rohan-Rochefort, prince de Montauban, son cousin (1765-1843 ; fils de Charles-Jules, petit-fils de Charles et arrière-petit-fils de Charles III) : dont postérité subsistante en ligne masculine, non par leur fils aîné Camille-Philippe-Joseph-Idesbald de Rohan-Rochefort (1800-1892 ; prince de Guéméné et duc de Montbazon en 1846, sans postérité), mais par leur fils cadet Benjamin de Rohan-Rochefort (1804-1846), lui-même père d'Arthur de Rohan-Rochefort (1826-1885), père à son tour d'Alain de Rohan (1853-1914) qui succéda en 1892 à son grand-oncle Camille comme prince de Guémené et duc de Montbazon ;
- Louis-Victor-Mériadec de Rohan (1766-1846), duc de Bouillon, marié en 1800 avec sa nièce Berthe de Rohan (1782-1841) ci-dessus, sans postérité ;
- Jules-Armand-Louis de Rohan (1768-1836), marié en 1800 avec Wilhelmine de Courlande, duchesse de Sagan, sans postérité.

## Pour approfondir

### Pages connexes
- Maison de Rohan
- Arbre généalogique détaillé de la Maison de Rohan
- Hôtel de Rohan Guéméné
- Hôtel de Soubise
- Prince de Guéméné
- Duché de Montbazon
- Liste des princes d'Autriche-Hongrie